# Дисевица
Дисѐвица е село в Северна България. То се намира в община Плевен, област Плевен.

## География
Село Дисевица се намира на 12 км от град Плевен.

## Културни и природни забележителности
В гората на селото има паметник от Руско-турската война, дарен от руснаците.

## Редовни събития
Събор на Дисевица – последната събота (27) и неделя (28) на месец октомври

## Други
Досегашни кметове на Дисевица:
- Мартин Неделков Петров
- Валентина Стоянова Вълчанова – временно изпълняваща длъжността
- Петър Димитров Димов
- Петко Тотков Вълчев
- Юлия Христова Гоцева
- Димитър Йонков Спасов – временно изпълняващ длъжността
- Йонко Димитров Спасов
- Пламен Симеонов Бешков